# Еталон Т12110
Эталон Т12110 «Барвинок» — украинский низкопольный троллейбус большой вместимости, производившийся на Черниговском автозаводе с 2013 года. За основу этой модели был взят троллейбус БКМ-321 с использованием кузова автобуса БАЗ-А11110. На данный момент действует 43 экземпляра.

## Технические характеристики
Вместимость троллейбуса составляет 105 человек, в том числе 31 сидячих. Троллейбус оборудован несущим кузовом вагонной компоновки, оснащён асинхронным двигателем ДТА-1У1 и системой управления ЕПРОТЭТ-180-2. Подвеска передних колёс — независимая пневматическая, задних — зависимая, пневматическая. Для инвалидов средней двери троллейбуса присущ пандус.
В мае 2016 года Эталон Т12110 «Барвинок» получил систему автономного хода, с помощью которой троллейбус может самостоятельно преодолеть 1 км.
Последняя партия троллейбусов оснащена электродвигателями АД903 У1 производства харьковского завода «Электротяжмаш». Салон оборудован USB-розетками и беспроводной локальной интернет-сетью Wi-Fi.

## Эксплуатация
Троллейбусы «Барвинок» эксплуатируются только в Украине.